# Uroteuthis pickfordi
Uroteuthis pickfordi är en bläckfiskart som först beskrevs av Adam 1954.  Uroteuthis pickfordi ingår i släktet Uroteuthis och familjen kalmarer. Inga underarter finns listade i Catalogue of Life.